# McLaren MP4/11
McLaren MP4/11 – samochód Formuły 1, zaprojektowany przez Neila Oatleya dla zespołu McLaren na sezon 1996. Jego kierowcami byli Mika Häkkinen i David Coulthard, który przyszedł z Williamsa.
Podczas pierwszego roku partnerstwa z Mercedesem McLaren doświadczył problemów związanych ze sterownością i awaryjnością samochodu. Jednak model MP4/11 był w tym względzie znacznie lepszy od poprzednika. Mimo to McLaren nie był w stanie jeszcze zbliżyć się do "Wielkiej Trójki" – Williamsa, Ferrari i Benettona.
Najlepszym rezultatem było drugie miejsce Coultharda w chaotycznym Grand Prix Monako. Jednakże Häkkinen w całym sezonie na ogół był szybszy od Coultharda.
Samochód był rozwijany w trakcie sezonu, wliczając w to poprawki związane z niestabilną sterownością. Na Grand Prix Wielkiej Brytanii wprowadzono wersję "B" samochodu. Häkkinen zdobył nią cztery podia.
Sezon 1996 był ostatnim rokiem sponsoringu McLarena przez Marlboro. Na rok 1997 zapewniono sobie wsparcie marki West.
Ostatecznie McLaren zajął czwarte miejsce w klasyfikacji konstruktorów z 49 punktami.

## Wyniki w Formule 1
| Legenda oznaczeń w tabelach wyników Wyświetl szablon na nowej stronie | Legenda oznaczeń w tabelach wyników Wyświetl szablon na nowej stronie                                                                     |
| Oznaczenie                                                            | Wyjaśnienie |
| --------------------------------------------------------------------- | --- |
| Złoty                                                                 | Zwycięzca lub mistrzostwo |
| Srebrny                                                               | 2. miejsce lub wicemistrzostwo |
| Brązowy                                                               | 3. miejsce lub II wicemistrzostwo |
| Zielony                                                               | Ukończył, punktował (w klasyfikacji generalnej, gdy zdobył co najmniej jeden punkt na przestrzeni sezonu, poza trzema powyższymi opcjami) |
| Niebieski                                                             | Ukończył, nie punktował (w klasyfikacji generalnej, gdy nie zdobył co najmniej jednego punktu na przestrzeni sezonu)                      |
| Czerwony                                                              | Nie zakwalifikował się (NZ) |
| Czerwony                                                              | Nie prekwalifikował się (NPK) |
| Różowy                                                                | Nie ukończył (NU) |
| Różowy                                                                | Niesklasyfikowany (NS) (w klasyfikacji generalnej, gdy nie został sklasyfikowany w żadnym wyścigu sezonu)                                 |
| Czarny                                                                | Zdyskwalifikowany (DK) |
| Czarny                                                                | Wykluczony (WYK/EX) |
| Biały                                                                 | Nie wystartował (NW) |
| Biały                                                                 | Kontuzjowany (K/INJ) |
| Biały                                                                 | Wyścig odwołany (OD/C) |
| Bez koloru                                                            | Został wycofany (WYC/WD) |
| Bez koloru                                                            | Nie przybył (NP/DNA) |
| Bez koloru                                                            | Nie brał udziału w treningach (NT/DNP) |
| Bez koloru                                                            | Nie został zgłoszony (–) |
| Pogrubienie                                                           | Start z pole position |
| Kursywa                                                               | Najszybsze okrążenie wyścigu |
| †                                                                     | Nie ukończył, ale jego rezultat został zaliczony ze względu na przejechanie więcej niż 90% dystansu wyścigu.                              |
| *                                                                     | Sezon w trakcie |
| 1/2/3                                                                 | Punktowana pozycja w sprincie kwalifikacyjnym                                                                                             |
| Lista systemów punktacji Formuły 1                                    | |

| Sezon | Zespół                    | Silnik       | Opony | Kierowcy        | 1   | 2   | 3   | 4   | 5   | 6   | 7   | 8   | 9   | 10  | 11  | 12  | 13  | 14  | 15  | 16  | Pkt. | Msc. |
| ----- | ------------------------- | ------------ | ----- | --------------- | --- | --- | --- | --- | --- | --- | --- | --- | --- | --- | --- | --- | --- | --- | --- | --- | ---- | ---- |
| 1996  | Marlboro McLaren Mercedes | Mercedes V10 | G     |                 | AUS | BRA | ARG | EUR | SMR | MCO | ESP | CND | FRA | GBR | DEU | HUN | BEL | ITA | POR | JPN | 49   | 4    |
| 1996  | Marlboro McLaren Mercedes | Mercedes V10 | G     | Mika Häkkinen   | 5   | 4   | NU  | 8   | 8   | 6   | 5   | 5   | 5   | 3   | NU  | 4   | 3   | 3   | NU  | 3   | 49   | 4    |
| 1996  | Marlboro McLaren Mercedes | Mercedes V10 | G     | David Coulthard | NU  | NU  | 7   | 3   | NU  | 2   | NU  | 4   | 6   | 5   | 5   | NU  | NU  | NU  | 13  | 8   | 49   | 4    |